# Skype for Business
Skype for Business (trước đây là Microsoft Lync hay Office Communicator) là một phần mềm doanh nghiệp ứng dụng cho tin nhắn tức thời và videophone do Microsoft phát triển như một phần của bộ Microsoft Office. Nó được thiết kế để sử dụng với Skype for Business Server và phiên bản phần mềm dưới dạng dịch vụ được cung cấp như một phần của Office 365. Nó hỗ trợ trò chuyện văn bản, âm thanh và video, đồng thời tích hợp với các thành phần của Microsoft Office như Exchange và SharePoint.
Vào năm 2015, phần mềm đã được đổi tên thương hiệu từ Lync thành Skype for Business, đồng thương hiệu với nền tảng nhắn tin người tiêu dùng do Microsoft sở hữu là Skype (đã bắt đầu tích hợp với Lync vào năm 2013).
Vào tháng 9 năm 2017, Microsoft đã thông báo rằng Skype for Business sẽ bị ngừng hỗ trợ để tập trung cung cấp cho Microsoft Teams, một dịch vụ cộng tác dựa trên đám mây mới. Hỗ trợ cho Skype for Business Online đã kết thúc vào tháng 7 năm 2021 và Skype for Business Server 2019 sẽ nhận được hỗ trợ mở rộng cho đến hết ngày 14 tháng 10 năm 2025.

## Lịch sử
Microsoft đã phát hành Office Communicator 2007 chính thức vào ngày 28 tháng 7 năm 2007 và ra mắt vào ngày 27 tháng 10 năm 2007. Tiếp theo là Office Communicator 2007 R2 được phát hành vào ngày 19 tháng 3 năm 2009. Microsoft tiếp tục phát hành phiên bản tiếp theo của Office Communicator, Lync 2010, vào ngày 25 tháng 1 năm 2011.  Vào tháng 11 năm 2010, phần mềm được đổi tên thành Lync.
Vào tháng 5 năm 2013, Microsoft thông báo người dùng Lync sẽ được cho phép giao tiếp với Skype, một nền tảng IM dành cho người tiêu dùng mà họ đã mua được vào năm 2011. Điều này ban đầu bao gồm hỗ trợ cho giao tiếp bằng văn bản và thoại. Vào ngày 11 tháng 11 năm 2014, Microsoft thông báo rằng Lync sẽ được đổi tên thành Skype for Business vào năm 2015, đồng thời nó sẽ được bổ sung hỗ trợ cho các cuộc gọi điện video với người dùng Skype.
Vào ngày 25 tháng 9 năm 2017, Microsoft thông báo Skype for Business sẽ bị ngừng hỗ trợ trong tương lai vì để tập trung cung cấp cho Microsoft Teams, một dịch vụ cộng tác dựa trên đám mây (có thể so sánh với Slack) tích hợp nhắn tin liên tục, gọi video, lưu trữ tệp và tích hợp ứng dụng. Microsoft đã phát hành phiên bản tại chỗ cuối cùng của Skype for Business Server như một phần của Office 2019 vào cuối năm 2018 và thông báo vào tháng 7 năm 2019 rằng Skype for Business Online được lưu trữ trên máy chủ sẽ ngừng hoạt động vào ngày 31 tháng 7 năm 2021. Kể từ tháng 9 năm 2019, Skype for Business Online không còn được cung cấp cho người đăng ký Office 365 mới nữa và thay vào đó sẽ chuyển đến Microsoft Teams. Skype for Business Server 2019 sẽ được hỗ trợ đến hết ngày 14 tháng 10 năm 2025.